# Andlersdorf
Andlersdorf là một thị trấn ở huyện Gänserndorf trong bang Niederösterreich ở nước Áo. Đô thị này có diện tích 5,9 km², dân số năm 2001 là 118 người.